# Deus vult
Deus vult! (latin för ”Gud vill det!” eller ”det är Guds vilja!”) var ett stridsrop använt vid tiden för det första korståget. Uttrycket tillskrivs påven Urban II som skall ha yttrat detta vid synoden i Clermont-Ferrand år 1095.
Uttrycket förekommer i olika varianter, till exempel: Deus vult på klassisk latin, Dieu le veut på medelfranska och Deus volt, Deus lo vult eller Diex el volt på förvrängd medeltida vulgärlatin.
Deus lo vult är motto för Heliga gravens orden. I modern tid har det även blivit en populär meme som används som malligt och högprofilerat stridsrop eller liknande fras av ungdomar och dylika med kristen bakgrund, då med glimten i ögat. Det kan ses som en kristen analog till det muslimska stridsropet Allahu akbar som betyder ”Gud är störst”.